# Dieter Lorenz
Dieter Peter Lorenz (* 12. November 1938 in München) ist ein deutscher Rechtswissenschaftler.

## Leben
Dieter Lorenz studierte Rechtswissenschaften an der Ludwig-Maximilians-Universität München. 1965 wurde er mit einer Arbeit über den Maßstab des einsichtigen Menschen zum Dr. iur. promoviert. 1971 habilitierte er sich in München mit der Schrift Der Rechtsschutz des Bürgers und die Rechtsweggarantie. Er lehrte anschließend als Privatdozent in München, Mainz, Berlin und Saarbrücken.
1974 erhielt er einen Ruf als Ordinarius für Staatsrecht, Verwaltungsrecht und Allgemeine Rechtslehre an die Universität Konstanz. Von 1979 bis 1981 war er dort Prorektor. 1987 bis 1988 war er Gastprofessor in Quito, Ecuador; von 1999 bis 2003 Kooperationspartner mit der Universität Santo Tómas, Bogotá in Kolumbien. 2005 wurde er emeritiert.
Neben seiner Professur war er von 1975 bis 1987 Richter im Nebenamt am Verwaltungsgerichtshof Baden-Württemberg. Er war langjähriger Vertrauensdozent des Katholischen Akademischen Ausländerdienstes KAAD. Er ist seit 1959 Mitglied der katholischen Studentenverbindung K.D.St.V. Rheno-Franconia München im CV.

## Wirken
Die Tätigkeits- und Forschungsschwerpunkte von Dieter Lorenz waren unter anderem der Grundrechtsschutz, das Verwaltungsprozess- und -verfahrensrecht sowie das Straßen- und Wegerecht und Umweltrecht. Er hat zahlreiche wissenschaftliche Arbeiten veröffentlicht.

## Schriften
- Wissenschaftsfreiheit zwischen Kirche und Staat. Universitätsverlag Konstanz, 1976, ISBN 3-87940-104-7.
- Das Drittsendungsrecht der Kirchen, insbesondere im privaten Rundfunk. Duncker & Humblot, Berlin 1988, ISBN 3-428-06367-8.
- Verwaltungsprozeßrecht. Springer, 2000, ISBN 3-540-67071-8.
- als Hrsg.: Rechtliche und ethische Fragen der Reproduktionsmedizin. Nomos, Baden-Baden 2002, ISBN 3-7890-8391-7.
- mit Annegret Will:¨Straßengesetz Baden-Württemberg : Handkommentar. Nomos, Baden-Baden 2005, ISBN 3-8329-1151-0.